# Satih
Satih es un personaje de la mitología árabe y adivino fabuloso al que se relaciona con el advenimiento del islamismo.
Satih, nombre que significa aplastado o pegado al suelo e incapaz de levantarse a causa de la debilidad de sus miembros, se describe en general como un ser monstruoso, sin huesos ni músculos y sin cabeza. Su cara de forma humana, se hallaba colocada en medio del pecho. Yacía en tierra sobre un lecho de hojas y palmas y al tener que cambiar de posición se le daba la vuelta como a una alfombra. Solo cuando estaba irritado o enfadado se hinchaba y se levantaba.
Su íntima analogía con Shikk se acentúa con la leyenda según la cual uno nació del otro, sin la intervención de padre, en la noche que precedió a la muerte de la kahina Turaifa, la cual hizo traer a los dos monstruos recién nacidos y después de escupirles en la boca para transmitirles el poder mágico, les declaró sucesores suyos en el arte de la magia.
A pesar de estos rasgos míticos la tradición genealogista árabe no ha dudado en admitir a Satih en su sistema atribuyéndole un nombre y una paternidad (Rabi ben Rabi ben Masud ben Mazid ben Dhid) que lo unen a la rama gaznada de la tribu de Azd. Incluso parece que en la época histórica existió un clan azdita que tenía por ascendiente primero a Satih.
Entre los relatos legendarios a los que va unido este nombre, algunos se relacionan con la prehistoria de las tribus árabes.